# Andy Milder
Andy Milder (nascido em 16 agosto de 1969) é um ator e dublador estadunidense . Ele já apareceu em filmes como Apollo 13, Armageddon, Rumor Has It, Frost/Nixon, Transformers e Domino. Ele já interpretou personagens recorrentes em Fame L.A e Weeds e apareceu em séries como Star Trek: Voyager, Star Trek: Deep Space Nine, The West Wing, Six Feet Under, Ugly Betty, Boston Legal, Parks and Recreation, House MD, Married with Children, The Wonder Years, Private Practice e Criminal Minds. Milder já usou a voz para fazer a narração de Ballroom Bootcamp, 101 Most Starlicious Make-Overs e Wrecks to Riches. Ele forneceu a voz de Lightning Lad na série animada Legion of Super Heroes de 2006 . De 2005 a 2009 ele era um membro do elenco recorrente e mais tarde regular em Weeds como Dean Hodes. A partir de 2011, ele é um membro do elenco recorrente no na comédia do Disney Channel Austin & Ally como Lester Dawson. Ele também teve uma aparição no programa "Royal Pains" do canal USA Network.

## Vida pessoal
Milder nasceu em Omaha em Nebraska. Ele se mudou para Santa Monica na Califórnia, quando jovem e depois foi para a Universidade da Califórnia em Berkeley com especialização em Economia antes de estudar no American Conservatory Theater em San Francisco. Hoje Milder vive em Manhattan Beach na Califórnia com sua esposa, Betty Lee.

## Ligações Externas
- Andy Milder. no IMDb.
- «Sítio oficial» (em inglês)
- Milder's "fake acting class"